# Oshkosh (Nebraska)
Oshkosh település az Amerikai Egyesült Államok Nebraska államában, Garden megyében, melynek megyeszékhelye is. Lakosainak száma 809 fő (2020. április 1.).

## Népesség
A település népességének változása:

| 2010 | 884 |
| 2020 | 809 |